# Farina (Illinois)
Farina è un villaggio degli Stati Uniti d'America, situato nello Stato dell'Illinois, diviso tra la contea di Fayette e la contea di Marion.